# Félix Cogen

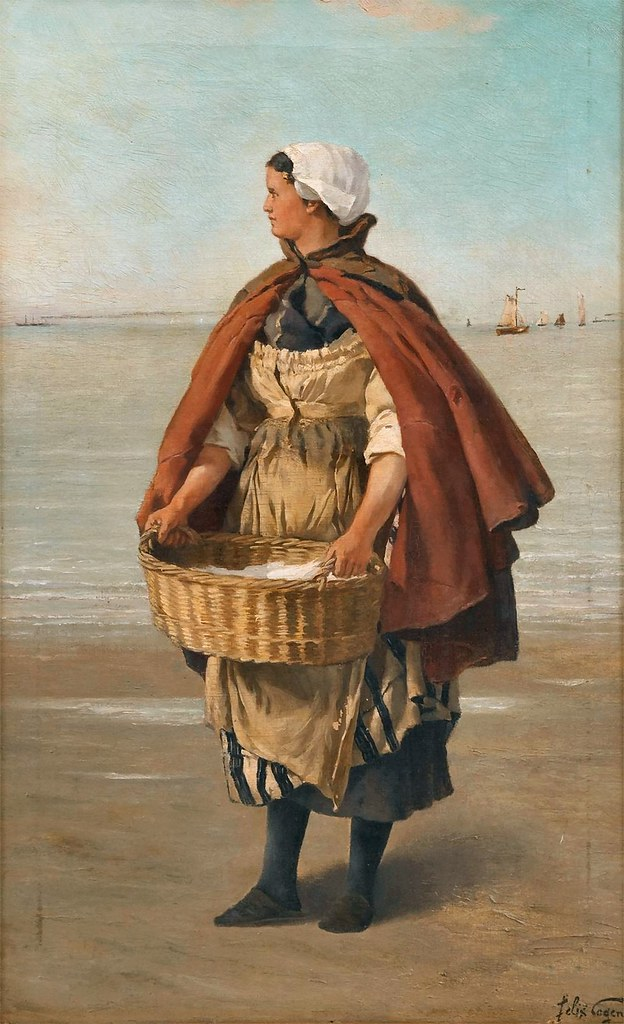
Die Frau eines Fischers

Félix Cogen (* 21. Februar 1838 in Sint-Niklaas; † 9. März 1907 in Brüssel) war ein belgischer Genre-, Porträt- und Marinemaler sowie Kupferstecher und Radierer.
Cogen studierte an der Koninklijke Acaďemie voor Schone Kunsten van Gent bei Théodore-Joseph Canneel und Félix De Vigne.
Nach dem Studium besuchte er oft die Künstlerkolonie Sint-Martens-Latem und wurde Mitglied der Künstlergruppe Latemse School.
Er stellte ab 1875 im Pariser Salon der Société des Artistes Français und 1880 in Gent sowie auf der belgischen Kunstausstellung in Brüssel aus.
Er war der Onkel der Malerin Anna De Weert.
Félix Cogen wurde 1883 zum Ritter der Ehrenlegion ernannt.